# La Cañiza (periódico)
La Cañiza fue un periódico editado en La Cañiza entre 1932 y 1934.

## Historia y características
Subtitulado Semanario defensor de los intereses generales del partido apareció en 1932. El fundador y propietario fue Antonio Bacelar Besteiro. Cesó su publicación en mayo de 1934.